# Hoffmannihadrurus
Genre
Hoffmannihadrurus est un genre de scorpions de la famille des Hadruridae.

## Distribution
Les espèces de ce genre sont endémiques du Mexique. Elles se rencontrent au Guerrero, en Oaxaca, au Puebla et au Veracruz.

## Liste des espèces
Selon The Scorpion Files (13/06/2020) :
- Hoffmannihadrurus aztecus (Pocock, 1902)
- Hoffmannihadrurus gertschi (Soleglad, 1976)

## Systématique et taxinomie
Ce genre est placé en synonymie avec Hadrurus par Francke et Prendini en 2008 mais relevé de sa synonymie par Fet et Soleglad en 2008. 

## Étymologie
Ce genre est nommé en l'honneur de Carlos Christian Hoffmann.

## Publication originale
- Fet, Soleglad, Neff & Stathi, 2004 : Tarsal armature in the superfamily Iuroidea (Scorpiones: Iurida). Revista Ibérica de Aracnología, vol. 10, p. 17–40 (texte original).